# Attagenus insidiosus
Attagenus insidiosus is een keversoort uit de familie spektorren (Dermestidae). De wetenschappelijke naam van de soort werd in 1981 gepubliceerd door Halstead.